# Cédric Boussoughou
Cédric Boussoughou Mabikou (Moanda, 20 luglio 1991) è un calciatore gabonese, centrocampista del Grombalia Sports.

## Carriera

### Club
Dal 2008 all'estate 2013 ha giocato nella squadra gabonese dell'AS Mangasport; in seguito si è trasferito all'Olympique Béja, con la cui maglia ha esordito nella massima serie tunisina.
Dal 2014 al 2016 milita nuovamente nel Mangasport, mentre nella stagione 2016-2017 gioca nella seconda divisione tunisina col Grombalia Sports.

### Nazionale
Ha giocato nella nazionale gabonese Under-23.
Nel 2011 ha debuttato con la nazionale maggiore gabonese, con la quale ha preso parte ai Giochi Olimpici di Londra 2012 ed alla Coppa d'Africa del medesimo anno.